# Sowiecki raj

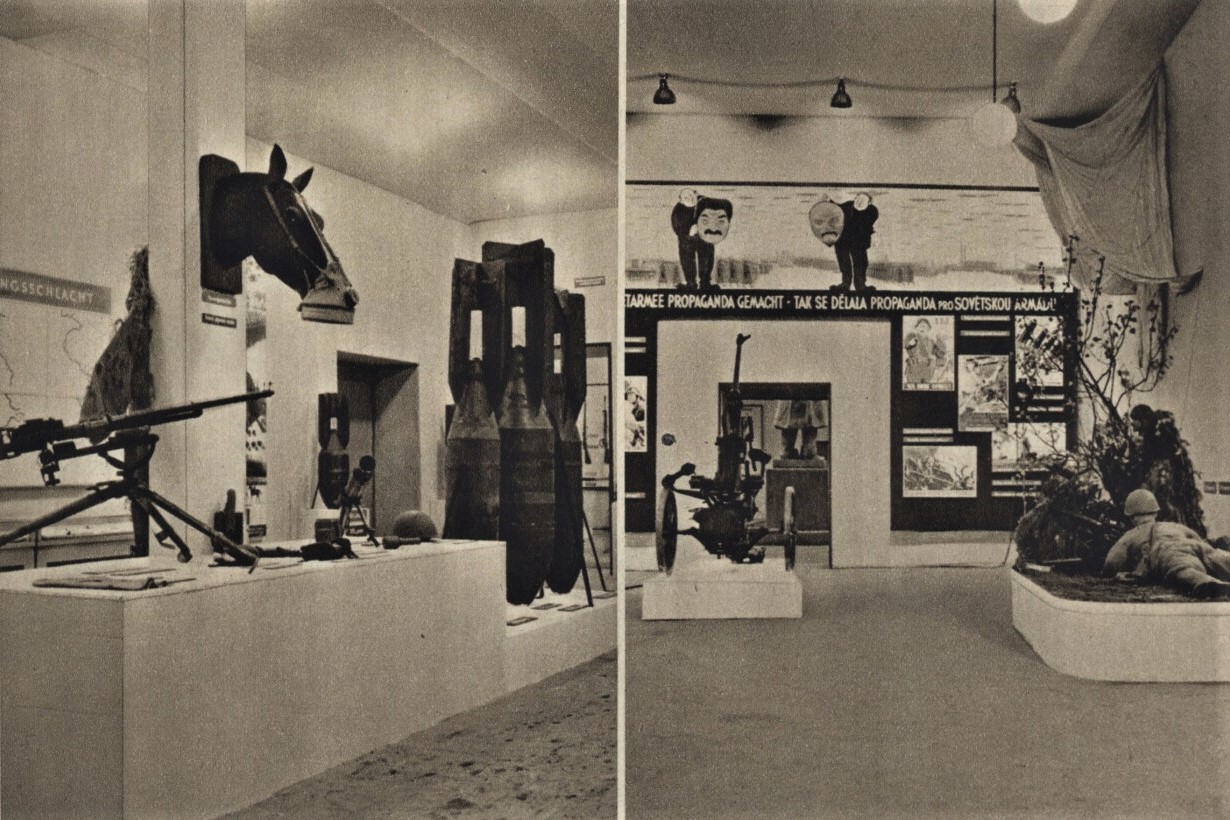
Ta sama wystawa prezentowana była między innymi w Pradze

Sowiecki raj (niem. Das Sowjet-Paradies) – nazwa nazistowskiej antyradzieckiej wystawy propagandowej, przygotowanej przez Narodowosocjalistyczną Niemiecką Partię Robotników (NSDAP), trwająca od 8 maja do 21 czerwca 1942 roku. Wystawę znajdującą się na placu Lustgarten w Berlinie, odwiedziło według oficjalnych danych 1,3 miliona osób. Przed wystawą berlińską „Sowiecki raj” pokazywany był w Wiedniu i Pradze.

## Opis
Na dziewięciu tysiącach metrów kwadratowych, znajdowały się pawilony z fotografiami, grafikami, obrazami, zdobycznymi przedmiotami i bronią pochodzącymi ze Związku Radzieckiego. Centralnym elementem ekspozycji była rzekomo wierna oryginałowi, ale w rzeczywistości fałszywa replika dzielnicy dzisiejszej stolicy Białorusi, Mińska, i sowieckiej wsi, w której ludzie mieszkali w dziurach w ziemi. Niektóre zdjęcia pozowano z więźniami obozu koncentracyjnego Sachsenhausen. Wystawa była przygotowywana tygodniami i według katalogu miała pokazywać „ubóstwo, nieszczęście, deprawację i nędzę” w Związku Radzieckim, tym samym uzasadniając atak Niemiec na ZSRR w czerwcu 1941 roku i wzmacniając wolę wytrwania Niemców.
18 maja 1942 roku żydowsko-komunistyczna organizacja Herbert-Baum-Gruppe pod przewodnictwem Herberta Bauma dokonała podpalenia wystawy, powodując jedynie niewielkie straty materialne, za co stracono co najmniej 33 bojowników antynazistowskiego ruchu oporu. Dzień wcześniej grupa Czerwonej Orkiestry kierowana przez Harro Schulze-Boysena i Fritza Thiela nakleiła w całym Berlinie około tysiąca kartek z ironicznym napisem „Wystawa stała / NAZISTOWSKI RAJ / Wojna, głód, kłamstwa, Gestapo / Jak długo?”. Kilku członków grupy zapłaciło za tę akcję życiem.
W odpowiedzi na podpalenie wystawy, 500 Żydów z Berlina, w tym Berthold Cahn i Leo Fichtmann, zostało aresztowanych 27 maja i jako „zakładnicy” wywiezieni do obozu koncentracyjnego Sachsenhausen. 28 i 29 maja 1942 roku Reichsführer-SS Heinrich Himmler nakazał zamordować tam 250 Żydów w odwecie za podpalenie, w tym 154 z aresztowanych w Berlinie i 96 z Sachsenhausen. Na miejsce masowego mordu wybrano niedawno ukończoną „stację Z”. W tym budynku, który miał być oddziałem krematorium i miejscem zagłady, znajdował się obiekt strzelecki, którego funkcjonalność po raz pierwszy przetestowali esesmani na żydowskich ofiarach, o czym doniósł więzień obozu koncentracyjnego Paul Sakowski, który pracował w obozowym krematorium.